# Pampa Lupiara
Pampa Lupiara ist eine Ortschaft im Departamento Chuquisaca im südamerikanischen Andenstaat Bolivien.

## Lage im Nahraum
Pampa Lupiara ist der zweitgrößte Ort im Municipio Tarabuco in der Provinz Yamparáez. Die Ortschaft liegt auf einer Höhe von 3247 m auf der Hochfläche der Lupiara Pampa, zwischen dem Río Tarabuco im Westen und dem Río Labran Mayu im Osten.

## Geographie
Pampa Lupiara liegt zwischen dem Altiplano und dem bolivianischen Tiefland im Höhenzug der bolivianischen Cordillera Central. Das Klima ist ein kühl-gemäßigtes Höhenklima mit typischem Tageszeitenklima, bei dem die Temperaturunterschiede im Tagesverlauf stärker schwanken als im Jahresverlauf.
Die Jahresdurchschnittstemperatur in Tarabuco liegt bei etwa 9 °C (siehe Klimadiagramm Tarabuco), die Monatsdurchschnittswerte schwanken zwischen 6 °C im Juli und 11 °C im November. Der Jahresniederschlag beträgt 600 mm und weist vier aride Monate von Mai bis August mit Monatswerten unter 10 mm auf, und eine deutliche Feuchtezeit von Dezember bis Februar mit Monatsniederschlägen zwischen 100 und 125 mm.

## Verkehrsnetz
Pampa Lupiara liegt in einer Entfernung von 87 Straßenkilometern östlich von Sucre, der Hauptstadt des Departamentos Chuquisaca.
Durch Sucre führt die 976 Kilometer lange Nationalstraße Ruta 6, die von Machacamarca (Oruro) an der Nord-Süd-Magistrale Ruta 1 über Sucre und Tarabuco in den Gran Chaco im bolivianischen Tiefland führt und an der Grenze zu Paraguay endet.
In Tarabuco führt von der Ruta 6 aus eine Landstraße in südöstlicher Richtung in das sechs Kilometer entfernte Puca Puca. Von dort sind es noch einmal zwei Kilometer nach Süden, bis sich die Straße teilt und ein Zweig weiter den Río Tarabuco flussabwärts nach San José de Paredon führt, während der andere Zweig in östlicher Richtung den Río Tarabuco quert und nach zwölf Kilometern Pampa Lupiara erreicht.

## Bevölkerung
Die Einwohnerzahl der Ortschaft ist im vergangenen Jahrzehnt etwas zurückgegangen:
| Jahr | Einwohner         | Quelle       |
| ---- | ----------------- | ------------ |
| 1992 | keine Detaildaten | Volkszählung |
| 2001 | 944               | Volkszählung |
| 2012 | 882               | Volkszählung |
| 2024 |                   | Volkszählung |

Die Region weist einen hohen Anteil an Quechua-Bevölkerung auf, im Municipio Tarabuco sprechen 98,6 Prozent der Bevölkerung Quechua.